# Muffins
Muffins — первый мини-альбом рок-группы Hoobastank, выпущенный в 1997 году преимущественно на кассетах. В отличие от несколько поздних работ коллектива, альбом имеет направленность ска-панка и фанк-металa.

## Список композиций
| №  | Название                    | Длительность |
| -- | --------------------------- | ------------ |
| 1. | «Invisible»                 | 4:07         |
| 2. | «Pee Wee»                   | 3:00         |
| 3. | «Educated Fool»             | 3:49         |
| 4. | «Naked Jock Man»            | 3:26         |
| 5. | «Prank Call To Cobalt Cafe» | 2:57         |
| 6. | «Show Me Your Titz»         | 2:44         |